# コイサンズ
株式会社コイサンズは、三重県津市に本社を置く、飲食店を経営する企業である。ベーカリーブランドや外食ブランドの外食店を経営する。社是は「”You Can Do It”　やればできる。常に挑戦!!」。

## 概要
ベーカリーブランドの「513BAKERY」「銀座に志かわ」「513 ICE LAB」や、外食ブランドの「松阪こいさん」「コメダ珈琲店」などの外食店舗運営を行う企業。愛知県、三重県に店舗を展開する。前身となる株式会社ハーシーズを1994年に、株式会社コイサンズを2008年に設立し、2011年に合併。株式会社ハーシーズを存続会社とし、その存続会社の社名を株式会社コイサンズに変更したため設立時期が1994年となる。

## 沿革
- 1994年3月22日　株式会社ハーシーズ設立
- 2008年11月11日　株式会社コイサンズ設立
- 2011年7月1日　株式会社ハーシーズと株式会社コイサンズが合併、存続会社株式会社ハーシーズを株式会社コイサンズに社名変更
- 2023年1月31日 焼肉坂井ホールディングスからテンフォー株式の95%を取得し、テンフォーを子会社化[1]

## 展開ブランド
個別店名には必ず府県名を付している。
- ベーカリーブランド
  - 513BAKERY - パンの製造・販売
  - 銀座に志かわ - 高級食パンの製造・販売
  - 513 ICE LAB ～こいさん かき氷研究所～ - かき氷
  - 焼きたてチーズケーキのお店 アミーゴ - チーズケーキ
- 外食ブランド
  - 松阪こいさん - もつ鍋
  - コメダ珈琲店 - 喫茶

## 513BAKERY

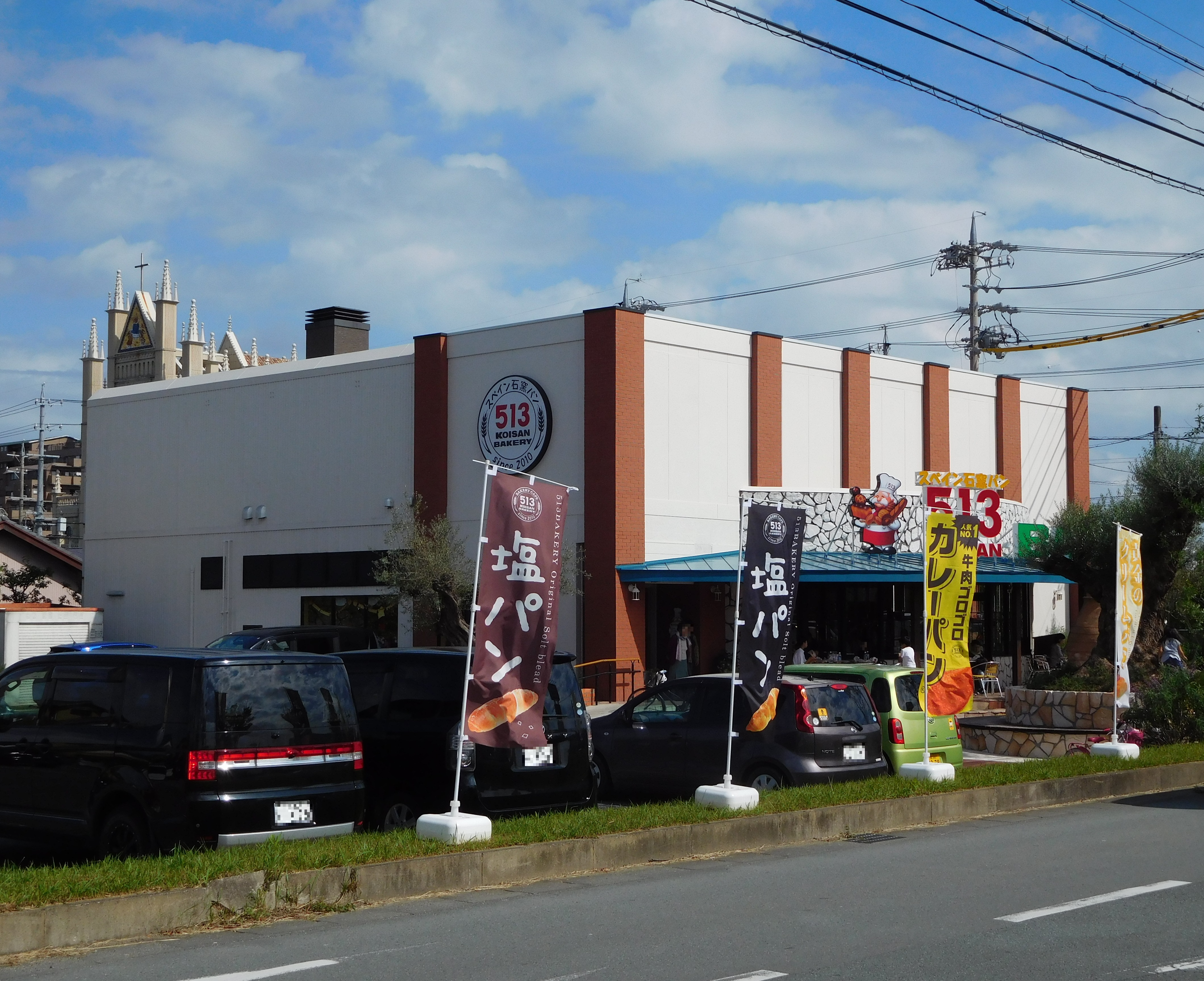
513BAKERY三重松阪川井町店

513BAKERYは、同社が展開しているパン販売店チェーンである。店舗は三重県と愛知県に計11店舗を展開している（2021年3月現在）。100種類以上ある全ての商品が手作りで、各店舗に設置された石窯でパンを焼き、店舗ごとに販売している。また、店内にはイートインスペースが設けられており、その場で食べることもできる。看板等で使用されているキャラクターは一般公募によりアミーゴおじさんという名づけられた。
2015年（平成27年）10月から2016年（平成28年）5月まで第42回先進国首脳会議（伊勢志摩サミット）関連企画として、三重県と共同開発した三重県産食材を使ったパン「みえパン」を毎月3種類ずつ、計21種類販売した。

## 松阪こいさん
松阪こいさんは、同社が運営しているもつ鍋店である。松阪牛のもつを使ったもつ鍋などが特長。前身の料理店こいさんは1964年（昭和39年）の創業で、2008年の株式会社コイサンズ設立時にもつ鍋専門店としてリニューアルオープン。